# ديلنانيات
الديلنانيات (الاسم العلمي: Dilleniidae) هي صنف من النباتات تتبع كاسيات البذور من شعيبة البذريات.

## رتب
تضم الرتب التالية:
- رتبة الديلنيات
- رتبة الشاييات
- رتبة الخبازيات
- رتبة اللوسيتيات
- رتبة النابنطيات
- رتبة البنفسجيات
- رتبة الصفصافيات
- رتبة القباريات
- رتبة الباتيسيات
- رتبة الخلنجيات
- رتبة الديابنسيات
- رتبة الإبنوسيات
- رتبة الربيعيات